# Condé Nast Publications
Condé Nast Publications este o companie media americană care deține revistele Vanity Fair, Vogue, The New Yorker, Wired și Architectural Digest.